# 新普韋布洛 (巴拿馬區)
新普韋布洛（西班牙語：Pueblo Nuevo），是巴拿馬的城鎮，位於該國中東部，由巴拿馬省的巴拿馬區負責管轄，面積5.8平方公里，2010年人口18,984，人口密度每平方公里3,273.1人。